# Loso’s Way
Loso's Way – piąty studyjny album amerykańskiego rapera Fabolousa. Został wydany 28 lipca 2009 r.
Początkowo album ten miał nosić nazwę „Work Hard, Play Harder”, ale później została ona zmieniona. Fabolous, jak sam twierdzi, nie chciał mieć zbyt wielu gości na tej płycie, mimo to można usłyszeć takich artystów jak Keri Hilson, Jeremih, Ne-Yo, Jay-Z czy Lil' Wayne. Album ten zdobył wiele pozytywnych opinii krytyków muzycznych i wysokie pozycje w wielu notowaniach jednak szczególnym sukcesem było pierwsze miejsce w notowaniu Billboard 200 i 99.000 sprzedanych egzemplarzy w pierwszym tygodniu.

## Lista utworów
Opracowano na podstawie źródła.
1. „The Way (Intro)”
2. „Everything, Everyday, Everywhere” (featuring Keri Hilson)
3. „My Time” (featuring Jeremih)
4. „Please Don’t Go”
5. „Lullaby”
6. „When the Money Goes” (featuring Jay-Z)
7. „Throw It in the Bag” (featuring The-Dream)
8. „Salute” (featuring Lil Wayne)
9. „Pachanga"
10. „Last Time” (featuring Trey Songz)
11. „I’m Back”
12. „All My Ladies” (featuring Keri Hilson)
13. „Fabolous Life” (featuring Ryan Leslie)
14. „Let’s Make Love” (featuring Ne-Yo)
15. „I Stay"
16. „I Miss My Love”

iTunes Store bonus tracks
1. „A Toast to the Good Life” (European album exclusive)
2. „Welcome to My Workplace”